# Jekaterinenburg
Jekaterinenburg (Russisch: Екатеринбург; Jekaterinboerg), ook wel Jekaterinburg of Jekaterinaburg, is de historische, economische en bestuurlijke hoofdstad van de Russische oblast (bestuurlijke regio) Sverdlovsk en het bestuurlijk centrum van het federale district Oeral. Tussen 1924 en 1991 droeg de stad de naam Sverdlovsk.
Ze is met ongeveer 1,3 miljoen inwoners de op drie na grootste stad van de Russische Federatie. Naar agglomeratie is ze met ongeveer 2,1 miljoen inwoners de vierde van Rusland na Moskou, Sint-Petersburg en Novosibirsk. De stad vormt samen met een aantal kleinere omliggende plaatsen één Russische gemeente als het stedelijk district "stad Jekaterinenburg".
Jekaterinenburg ligt in de Centrale Oeral aan de oostflank van de Oeral en wordt als zodanig beschouwd als een stad in Azië, en wel op ongeveer 50 kilometer ten oosten van de in de 19e eeuw officieel vastgestelde grens tussen Azië en Europa. De stad zelf claimt echter een Europese stad te zijn en heeft, om meer toeristen te trekken, zelfs een eigen intercontinentaal grensmonument op twee kilometer ten oosten van de stad geplaatst.
De stad ligt op 1667 kilometer van Moskou aan de oever van de rivier de Iset (stroomgebied van de Tobol). Het is een belangrijke industriestad, een belangrijk kennis- en financieel centrum en vormt een belangrijk spoorweg- en luchtverkeersknooppunt. Soms wordt de stad vanwege de grote betekenis 'de derde hoofdstad van Rusland' genoemd. Chroesjtsjov heeft zelfs eens voorgesteld om Jekaterinenburg de hoofdstedelijke status te geven ten koste van Moskou, vanwege de meer centrale ligging in het land. Vanuit Moskou gezien vormt de stad de "poort tot Siberië". De afstand tot Irkoetsk is 3.375 km (oostwaarts).

## Geschiedenis

### Ontstaan
In 1672 werd de kleine nederzetting Sjartasj aan het Sjartasjmeer gesticht door oudgelovigen op de plek waar nu Jekaterinenburg ligt. Rond 1720 was er een kleine slechtlopende kopersmelterij aan de rivier de Oektoes (nu Patroesjicha). In 1721 werd onder andere mijnbouwingenieur Vasili Tatisjtsjev door tsaar Peter de Grote naar deze plaats gestuurd om de fabriek te coördineren. Tatisjtsjev liet de fabriek verplaatsen naar de rivier de Iset, maar kreeg een conflict met industriemagnaat Nikita Demidov, die toen in Nevjansk al een aantal kopersmelterijen bezat en het gebied de facto bestuurde. Tatisjtsjev wilde de mijnbouwwetgeving invoeren in de Oeral en daar was de liberale Demidov op tegen, omdat hij zelf wilde bepalen hoe hij zijn fabrieken moest besturen. Bovendien betaalde hij door gedoogbeleid van zijn vriend Peter de Grote niet de vereiste 10% belasting over zijn inkomsten. Hij beschuldigde Tatisjtsejv van omkoping en Tatisjtsjev werd door zijn bedrijf, de Berg-amt, teruggehaald naar Sint-Petersburg, destijds de hoofdstad van het Russische Rijk.
In 1723 werd de van oorsprong Nederduitse luitenant-generaal Georg Wilhelm de Gennin naar het gebied gestuurd om de kwestie uit te zoeken. Hij zag dat Tatisjtsjev zijn werk wel degelijk goed had gedaan, herstelde hem in ere en gaf opdracht om de stad te bouwen op de plek waar Tatisjtsjev ze al had gepland. De stad werd uiteindelijk vernoemd naar de vrouw van Peter de Grote, Catharina en naar haar patroonheilige (patroonheilige van de mijnbouw), ook Catharina geheten. De Gennin vond dat de plek geschikt was voor de toekomstige hoofdstad van de Oeral (voordien was dat Verchotoerje) en liet meteen een fort bouwen door soldaten van het regiment van Tobolsk. Om de stad en de mijnbouw snel van start te kunnen laten gaan, liet hij er tevens de eerste mijnbouwscholen bouwen. Hij zorgde voor geschikte mijnbouwingenieurs door vrede te sluiten met Akinfi Demidov, de zoon van Nikita Demidov, die wel inzag dat de heerschappij over het gebied over was en De Gennin zijn beste ingenieurs uitleende om op de mijnbouwscholen les te gaan geven.
De hele bouw van de stad verliep volgens een vooropgezet plan, dat was ontwikkeld door ingenieurs uit de Olonetsfabrieken, waar De Gennin zelf eerder ook had gewerkt. Het eerste stadsplan was gebaseerd op voorbeelden uit Duitse, Nederlandse en Franse verdedigingswerken. De stad kreeg door de Duitse afkomst van De Gennin de Duitse toevoeging '-burg' in plaats van het Russische 'grad' of 'gorod'.

### 18e en 19e eeuw

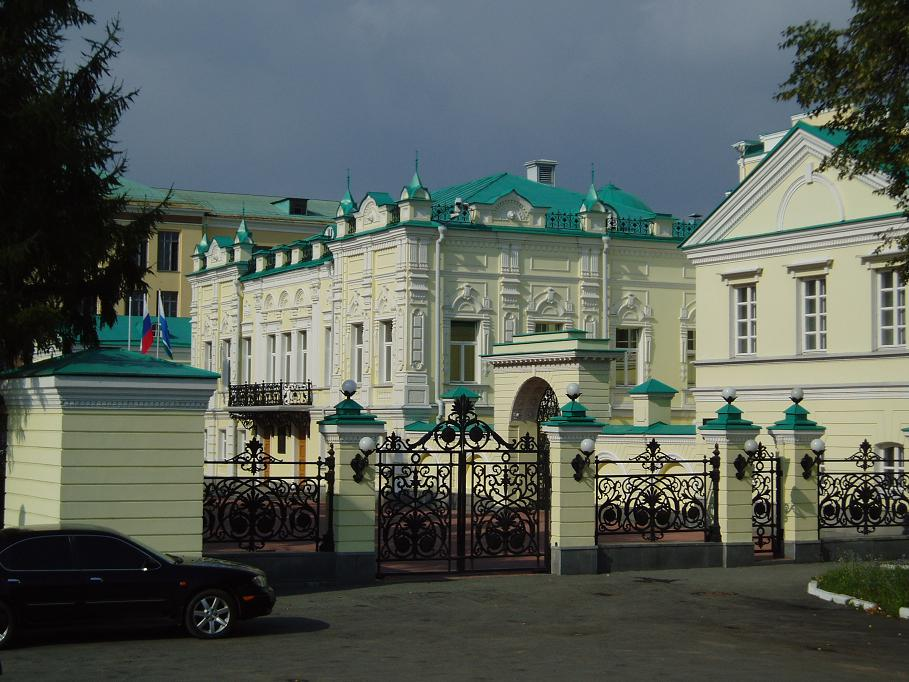
Huis van de gouverneur. Gebouwd van 1818-1821 voor handelaar Grigori Zotov. Later bewoond door goudmijneigenaar Savva Tarasov. Het gebouw staat aan de rivier de Iset en achter het Doemagebouw.

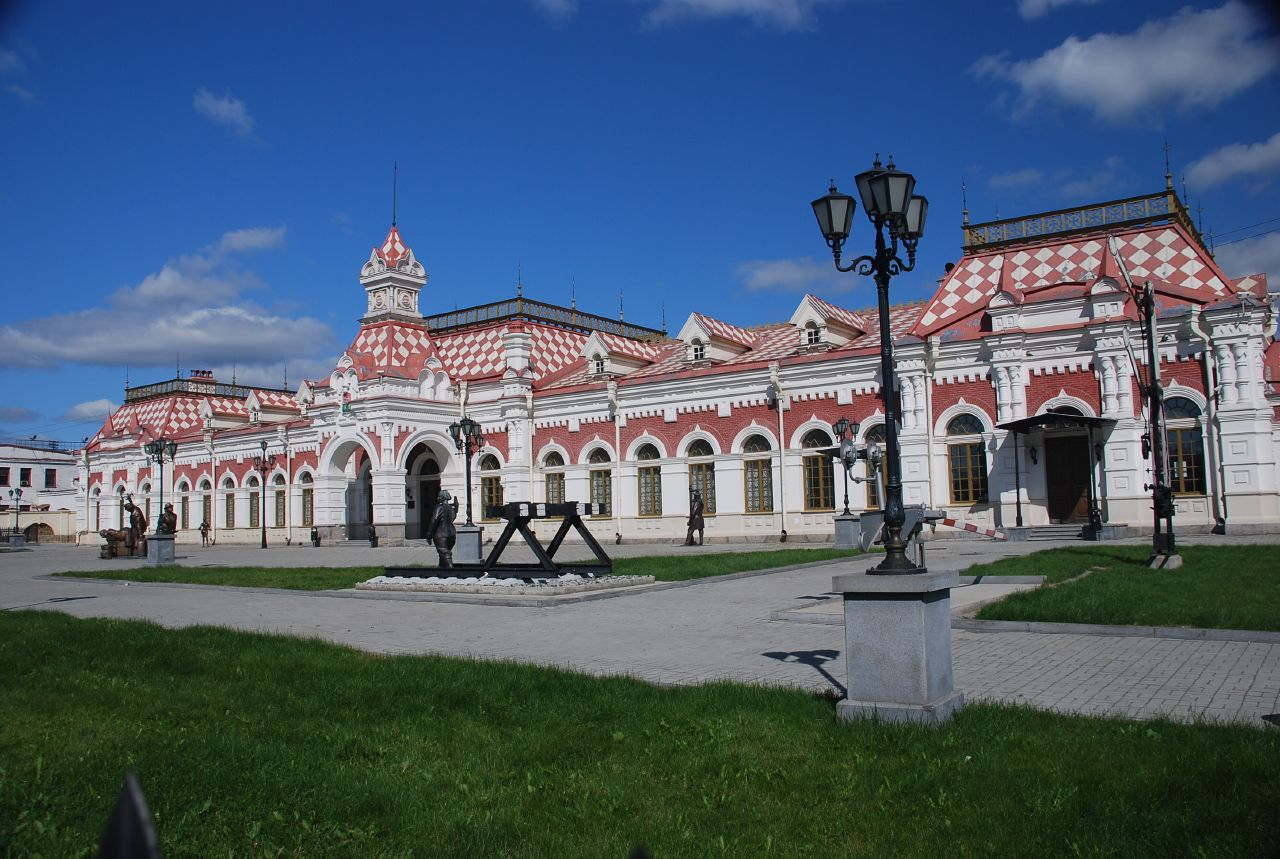
Het oude stationsgebouw van Jekaterinenburg, dat dienstdeed als hoofdstation tussen 1881 en 1910

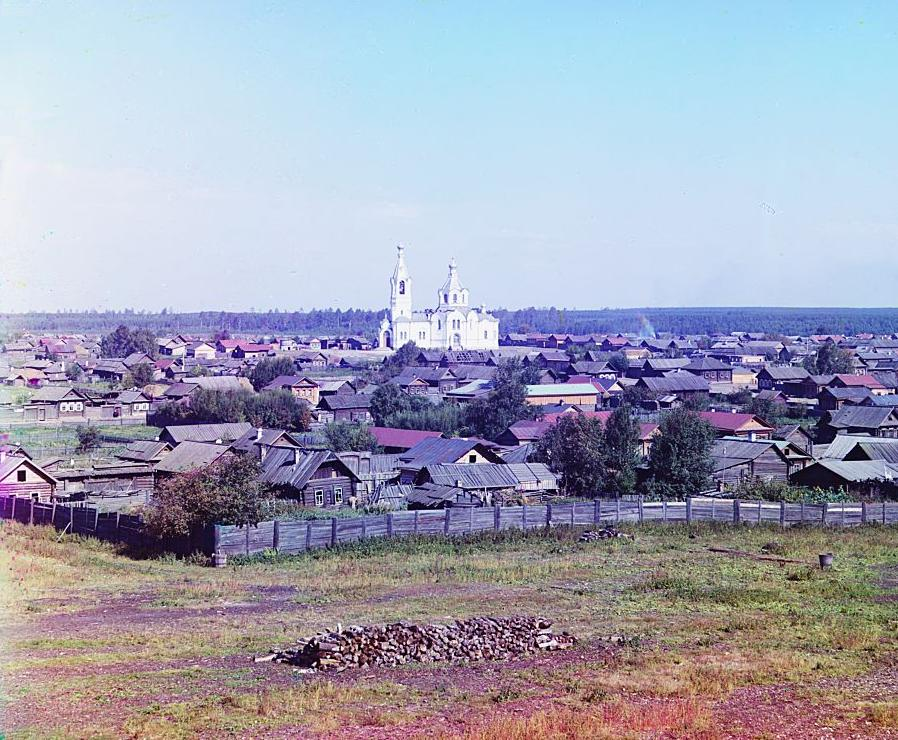
Gezicht op het centrale deel van Jekaterinenburg in 1910 (Foto: Sergej Prokoedin-Gorski)

De plaats groeide onder zijn leiding al snel tot een centrum van de industrie. In 1726 ontstonden de eerste ijzerfabrieken. De ijzerwerken van Jekaterinenburg waren destijds de grootste van het Russische Rijk en qua technologische uitrusting waren ze de modernste van de wereld. In 1725 opende een munthuis dat meer dan 150 jaar lang koperen munten sloeg voor de Russische staat. In 1726 werd er een edelsteenbewerkingsfabriek geopend, waar edelstenen en halfedelstenen uit de hele Oeral werden bewerkt en verkocht. Toen Tatisjtsjev in 1734 terugkeerde voor een periode van 3 jaar, liet hij veel Duits aandoende namen vervangen door Russische. Zo gebruikte hij in officiële documenten geen Jekaterinenburg met het Duitse toevoegsel -burg, maar Jekaterinsk. De positie van de stad werd nog versterkt door de aanleg van de Siberische Trakt in 1763 onder tsarina Catharina de Grote. Deze had (en heeft) van Moskou tot Jekaterinenburg de naam "Moskoutrakt" en vanaf Jekaterinenburg de naam "(Grote) Siberische Trakt". Jekaterinenburg werd hiermee een belangrijke stad naar het uitgestrekte Siberië en daarmee Ruslands "venster op Azië", net als Sint-Petersburg het "venster op Europa" was in die tijd.
In 1781 werd de plaats het bestuurlijk centrum van de oblast Jekaterinenburg en kreeg onder tsarina Catharina de Grote de status van stad. In 1796 werd de stad echter weer gedegradeerd door tot het bestuurlijk centrum van een oejezd van het goebernija (gouvernement) Perm te worden benoemd. In 1807 kreeg Jekaterinenburg als enige in het Russische Rijk de status van "mijnbouwstad", wat zijn relatie met deze industrietak onderstreepte.
Toen bij Berjozovski goud werd gevonden, werd het goud in de stad omgesmolten en groeide de stad vanaf 1840 uit tot een metaalbewerkings- en machinebouwcentrum. Hiertoe behoorde de productie van gereedschappen voor de mijnbouw en metallurgie, hydraulische turbines en stoommachines. Aan het einde van de 19e eeuw werd het een belangrijk spoorwegknooppunt. In 1878 kwam de spoorlijn vanaf Perm gereed en eind 19e eeuw werd de Trans-Siberische spoorlijn door de stad heen gelegd.

### Sovjetperiode

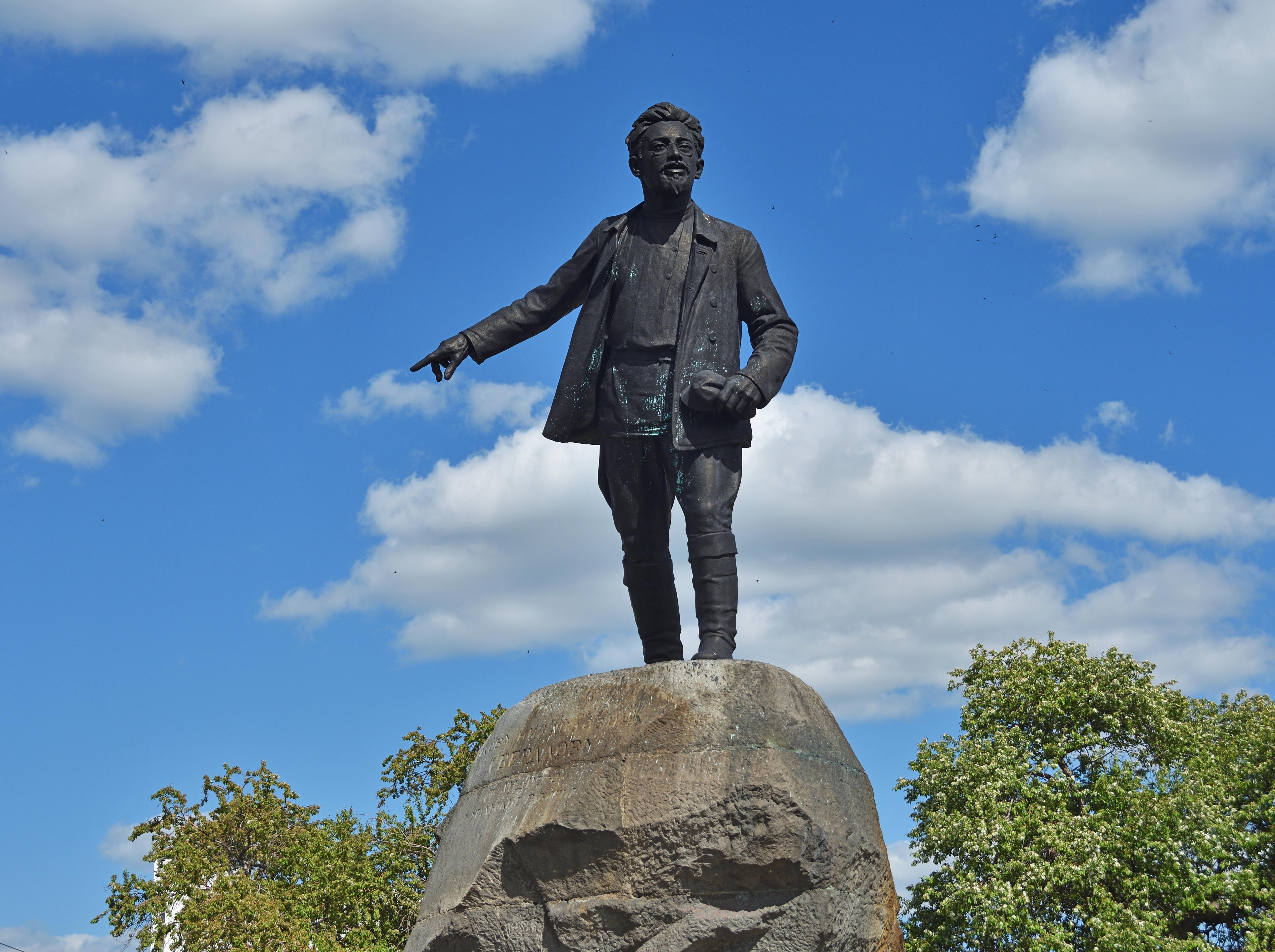
Standbeeld van Sverdlov in Jekaterinenburg

Jekaterinenburg is de stad waar tsaar Nicolaas II naartoe werd verbannen. Hij werd er vervolgens ook geëxecuteerd in opdracht van bolsjewiekenleider Jakov Sverdlov, nadat de tsaar als gevolg van de Februarirevolutie (1917) gedwongen aftrad. In 1919 werd het tot het bestuurlijk centrum van het gouvernement Jekaterinenburg en in 1923 van de oblast Oeral. In 1924 werd de stad omgedoopt in Sverdlovsk (Свердловск), ter ere van Jakov Sverdlov.
Tussen 1932 en 1937 werkte Chiang Ching-kuo, zoon van Chiang Kai-shek en president van de Republiek China (1978-1998), in de stad bij de zware machinefabriek Oeralmasj (die verwerd tot het Sovjetsymbool van de stad). Hij ontmoette hier ook zijn latere vrouw Faina Ipatjevna Vachreva. In 1930 werd door de communisten besloten tot de sloop van bijna alle kerken en kathedralen in de stad, als gevolg waarvan er nu nog maar enkele oude kerken overblijven.
In de Tweede Wereldoorlog werden de kunstschatten van de Hermitage in Sint-Petersburg uit voorzorg hierheen gebracht. Ook werden toen vele fabrieken en onderzoekscentra uit Europees Rusland naar de stad overgeplaatst, waarop de stad uitgroeide tot een belangrijk centrum voor de defensie-industrie en als zodanig tijdens de Koude Oorlog gesloten was voor buitenlanders.
Op 1 mei 1960 werd de Amerikaanse spion Gary Powers in zijn U-2 neergeschoten boven de oblast toen hij bezig was spionagefoto's te maken van onder andere Majak. Hij werd uitgeruild voor de Russische spion Rudolf Abel in 1962.
In april en mei 1979 vond een miltvuurepidemie plaats in Sverdlovsk, die door de Sovjetleiders toegeschreven werd aan het eten van besmet vlees en niet aan het militaire microbiologische centrum in de stad. Bij de epidemie vielen 66 doden. Volgens de Amerikaanse overheid lag het echter aan spores van een aerosol met pathogenen (antrax). Door de voormalige Sovjet-biologischewapenonderzoeker Kanatjan Alibekov werden ze hierin gesteund. Boris Jeltsin erkende in mei 1992 uiteindelijk dat de epidemie wel degelijk verband hield met wapenontwikkeling. In 1994 concludeerde een team van onafhankelijke Amerikaanse onderzoekers, onder leiding van Matthew Meselson, op basis van een aantal sterke aanwijzingen dat het bewezen was dat de ziekte het resultaat was van de uitstoot van antrax uit het militaire complex Sverdlovsk-19.

### Na de val van de Sovjet-Unie
Na het uiteenvallen van de Sovjet-Unie kreeg de stad in september 1991 haar oude naam terug, maar o.a. in de dienstregeling van de Russische spoorwegen is de stad nog steeds opgenomen onder de naam Sverdlovsk. Jekaterinenburg werd ook weer toegankelijk voor buitenlanders. Sindsdien is de stad economisch sterk gegroeid en hebben veel buitenlandse bedrijven er geïnvesteerd.
Vooral in het begin van de jaren 90 waren er echter nog veel problemen. Zo bevond zich hier tijdens de communistische coup van 1991 de communistische "overgangsregering". Ook zorgde de lokale Russische maffia, de Oeralmasj (vernoemd naar het gelijknamige metaalverwerkingsbedrijf) en zijn opponenten voor problemen. Er braken bendeoorlogen uit in 1992 en 1993, waarna de situatie geleidelijk weer wat rustiger werd. Jekaterinenburg stond in die tijd bekend als de "Russische hoofdstad van de criminaliteit". De belangrijkste fracties werden gevormd door de "Centralen", de "Vor v zakone" en de Oeralmasj. Zij vochten om de controle over de grote bedrijven in de stad en deinsden er niet voor terug om de Spetsnaz in te zetten om leden van de concurrentie om te brengen. De maffia is nog steeds een factor van belang, maar houdt zich sinds de tweede helft van de jaren 90 vaker bezig met de handel.
De honderden graven van leden die het niet overleefden zijn vaak met levensgrote portretten van deze gangsters (en hun toebehoren) te vinden op onder andere de begraafplaats Sjirokoretsjenskoje, die om deze reden elk jaar veel toeristen trekt. In 1997 werd een belangrijk persoon binnen de Oeralmasjfabriek (nu onderdeel van OMZ), die bezig was om de maffialeden uit de bedrijfsorganisatie te werken, vermoord. In een reactie daarop werd door de Russische overheid onder andere besloten nauwer samen te werken met de overheid in Israël, om te zorgen dat niet langer omvangrijke geldstromen en gezochte personen naar dit land zouden verdwijnen. De maffia is nog steeds op veel plaatsen aanwezig, zij het dat het nu vaak om kleinschaligere vormen van criminaliteit gaat en de belangrijke personen zich eigenlijk alleen nog maar met de handel en politiek bemoeien.

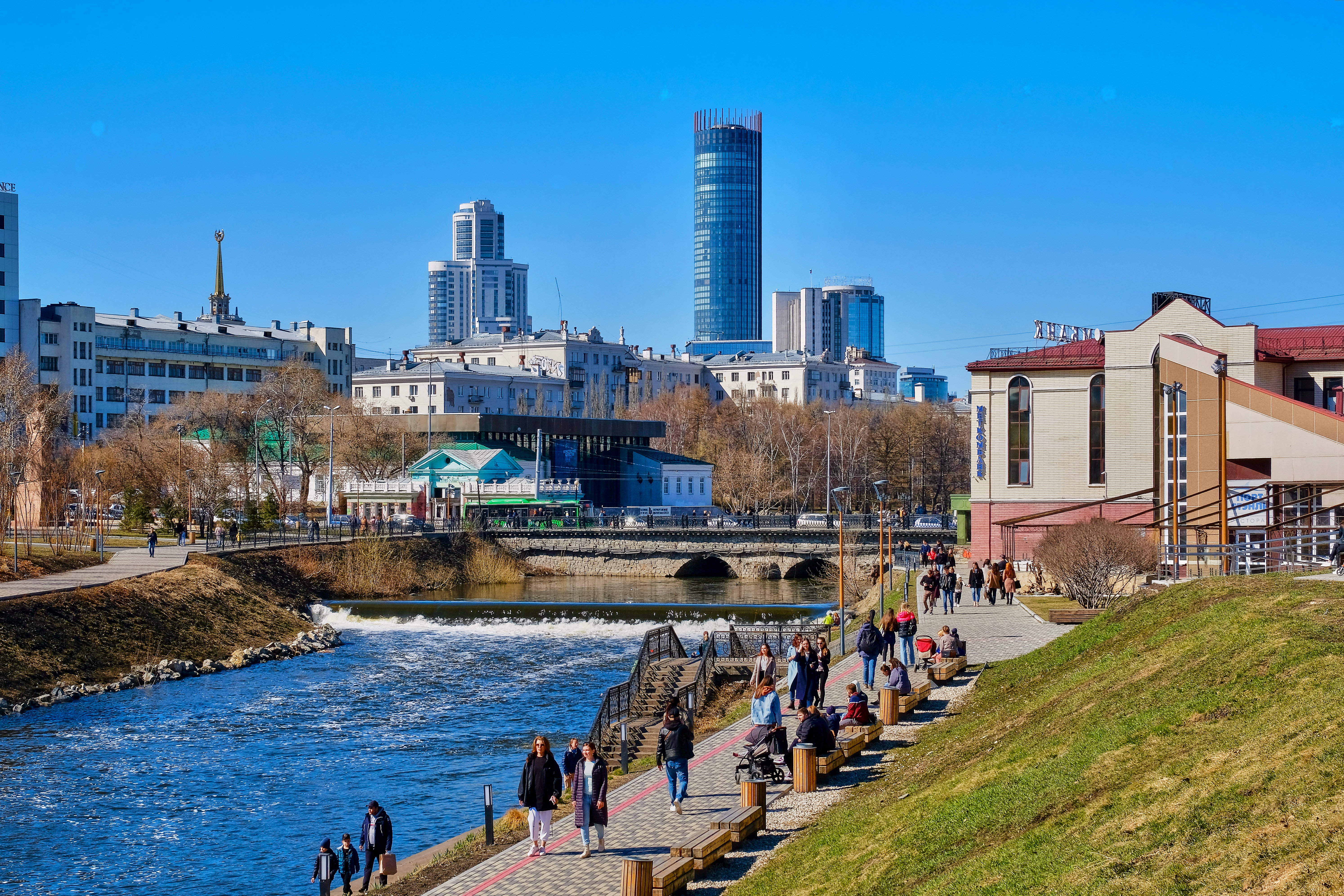
Zicht over de Iset met op de achtergrond de bouwplaats van Jekaterinenburg-City

De stad maakt de laatste jaren geleidelijk aan een aantal positieve veranderingen door en kent een laag werkloosheidscijfer en een lichte groei in bevolking. Dit is mede te danken aan burgemeester Arkadi Tsjernetski, die in 1992 democratisch aan de macht kwam en onder andere verliesdraaiende overheidsbedrijven afstootte en groeisectoren in de economie steunde.
Hiertegenover staat dat ook in Jekaterinenburg de vreemdelingenhaat groeit. Zo werd na de moordpartij in een synagoge in Moskou ook de deur van een synagoge in Jekaterinenburg met een mes bewerkt en werd een 21-jarige joodse jongen door dronken tieners met een grafkruis doodgeslagen.

## Klimaat
Jekaterinburg kent een landklimaat met lange, koude winters (ongeveer 5 maanden: van november tot midden april) en korte, warme zomers (gemiddeld 65 tot 70 dagen). De gemiddelde temperatuur varieert van –15,3 °C in januari tot 17,4 °C in juli, met uitschieters naar -35 °C en +35 °C. Sneeuw in de zomer is geen uitzonderlijk fenomeen en heeft de lokale zegswijze "korte milde sneeuwige Oeralzomer" ("недолгое малоснежное Уральское лето") doen ontstaan. De lente- en herfstperiodes zijn meestal vrij kort. De luchtvochtigheid is er lager dan in Europees Rusland. Vanwege zijn positie aan de rand van het Oeralgebergte en de wisselvalligheid van de wind, kan het weer van jaar tot jaar en van dag tot dag sterk verschillen. Zo komt het voor dat de temperatuur in de ene week meer dan 30 °C bedraagt, terwijl het er de week erna sneeuwt.
| Maand                       | jan   | feb   | mrt   | apr   | mei   | jun  | jul  | aug  | sep  | okt   | nov   | dec   | Jaar  |
| --------------------------- | ----- | ----- | ----- | ----- | ----- | ---- | ---- | ---- | ---- | ----- | ----- | ----- | ----- |
| Hoogste maximum (°C)        | 5,6   | 9,4   | 17,3  | 28,8  | 33,4  | 35,6 | 38,8 | 37,2 | 31,9 | 24,7  | 13,5  | 5,9   | 38,8  |
| Gemiddeld maximum (°C)      | −11,4 | −8,7  | −1,5  | 8,7   | 16,3  | 21,8 | 23,2 | 20,5 | 14,3 | 5,1   | −3,4  | −9,6  | 6,4   |
| Gemiddelde temperatuur (°C) | −14,5 | −12,2 | −4,6  | 3,9   | 10,8  | 15,8 | 18,4 | 15,0 | 9,6  | 1,5   | −5,5  | −11,3 | 2,2   |
| Gemiddeld minimum (°C)      | −18,5 | −17,3 | −10,9 | −1,6  | 4,6   | 10,3 | 12,7 | 10,6 | 5,3  | −1,4  | −9,7  | −16,1 | −2,6  |
| Laagste minimum (°C)        | −43,7 | −42,4 | −39,2 | −21,8 | −13,5 | −5,3 | 1,5  | −1,0 | −9,0 | −26,6 | −39,2 | −46,7 | −46,7 |
|                             |       |       |       |       |       |      |      |      |      |       |       |       |       |
| Neerslag (mm)               | 23    | 19    | 16    | 28    | 44    | 74   | 81   | 66   | 53   | 40    | 31    | 23    | 498   |
| Bron: (ru) Weer en klimaat  |       |       |       |       |       |      |      |      |      |       |       |       |       |

## Ligging en stratenpatroon
De stad is grotendeels gelegen in het stroomgebied van de rivier de Iset, die plaatselijk is afgedamd voor de watervoorziening, waardoor een aantal meren is ontstaan. De stad meet 26 kilometer van noord naar zuid en 15 kilometer van oost naar west. De straten hebben een rasterpatroon, met het historisch centrum gedeeltelijk rond de afdamming van de Iset. Tot de bekendste straten behoren de Prospekt Lenina en de oelitsa Karla Libknechta.

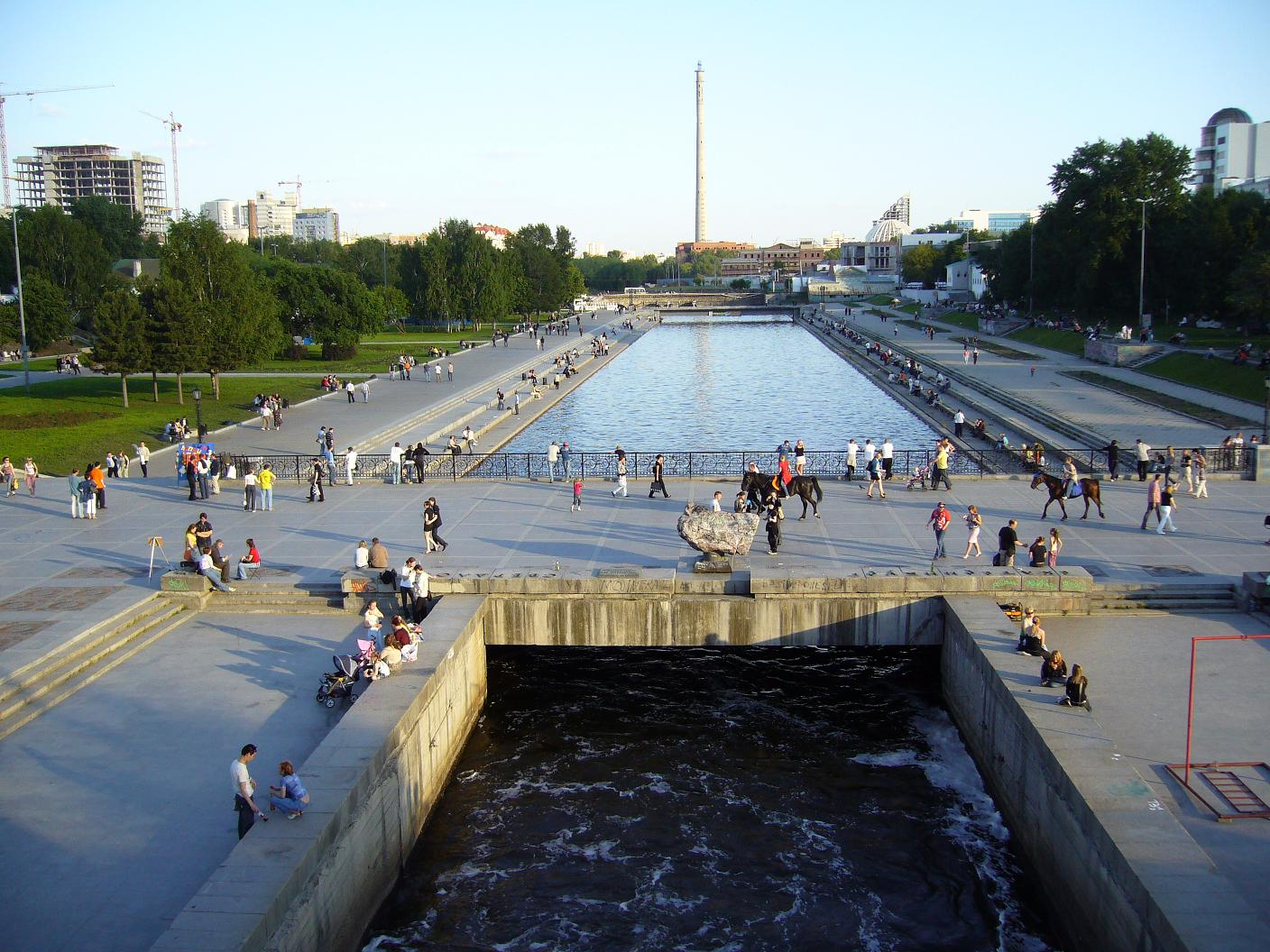
Zicht op het gedeelte van de Iset waar deze is gekanaliseerd. In de verte de onafgebouwde tv-toren die in maart 2018 werd neergehaald.

## Economie
De stad is al sinds het begin van de 18e eeuw gericht op de industrie. Na Moskou is het het tweede industriecentrum van Rusland. De grootste groei van de industrie vond plaats in de jaren 30 van de 20e eeuw toen ook de grootste machinefabriek van Rusland en Europa, Oeralmasj, werd gesticht en in de Tweede Wereldoorlog, toen grote gedeelten van de Sovjetindustrie uit vooral Moskou hierheen werden verplaatst in verband met het oprukkende Duitse leger. Deze bedrijven bleven na de oorlog veelal in het gebied. Het is het centrale punt binnen de zware industrie in de Oeralregio. Er worden onder andere staal, chemische producten, banden en aardolie verwerkt. Het slijpen van edelstenen is een goed ontwikkelde vorm van lichte industrie; een belangrijk deel van de Russische edelstenen wordt hier verwerkt. De stad is verder een belangrijke producent van farmaceutische producten en turbines. De stad is ook een belangrijk centrum voor banken en financiële instellingen. Veel federale banken hebben hier een vestiging.
Op 1 januari 2007 bedroeg het aantal geregistreerde bedrijven en instellingen binnen de stadsgrenzen volgens Rosstat 113.216. De kern hiervan wordt gevormd door 221 grote en middelgrote bedrijven. In 2006 bedroeg de omzet van de grote en middelgrote bedrijven gezamenlijk 130,8 miljard Roebel (iets minder dan 4 miljard euro). In 2006 bedroeg het totale werkaanbod van industrieel geschoolde werknemers 103.900 personen.

## Transport

### Stadsvervoer

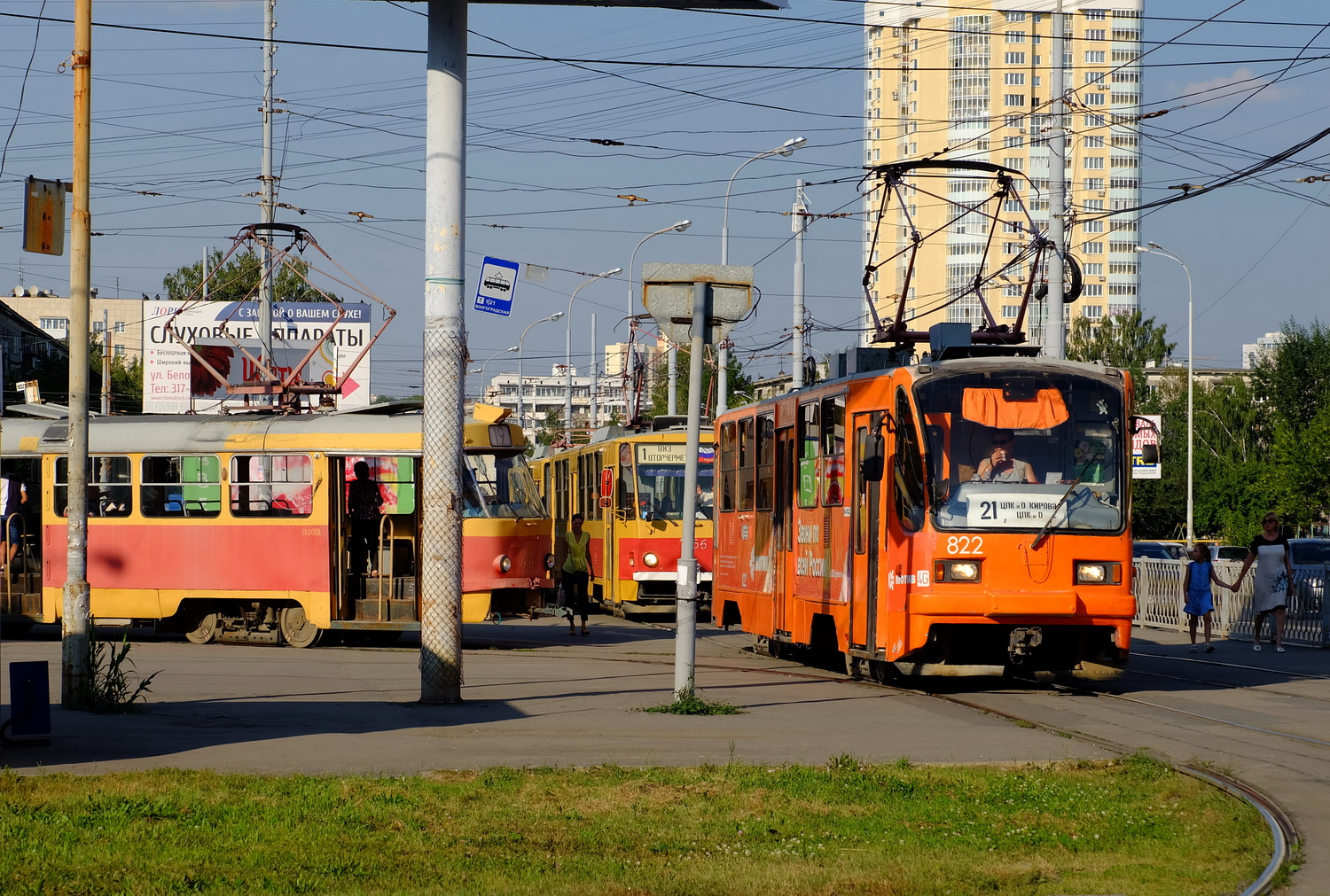
Trams in Jekaterinenburg

De stad kent een zeer goed transportnetwerk. Het openbaar vervoer bestaat uit bussen, trolleybussen, trams (29 lijnen) en marsjroetka's. Het stadsbestuur probeert het aantal marsjroetka's terug te brengen vanwege het hoge aantal ongelukken dat door de verouderde bussen en vooral door toedoen van de bestuurders ontstaat. Het stadsverkeer is sinds de jaren 90 enorm toegenomen en vooral de laatste jaren zijn hierdoor veel knelpunten ontstaan in het verkeer. Jekaterinenburg heeft na Moskou het hoogste aantal auto's per 1000 inwoners. In 2006 waren er in de stad 239 auto's per 1000 inwoners tegen 264 in Moskou. Jaarlijks stijgt het aantal auto's met gemiddeld 20%. Hiervan is 58% afkomstig uit het buitenland.
In 1991 werd de metro van Jekaterinenburg als 6e van Rusland geopend. Deze wordt nog uitgebreid en heeft momenteel 9 stations. Sinds 2005 rijdt bovendien een elektritsjka (type S-Bahn) in de stad.

### Verbindingen met de omgeving

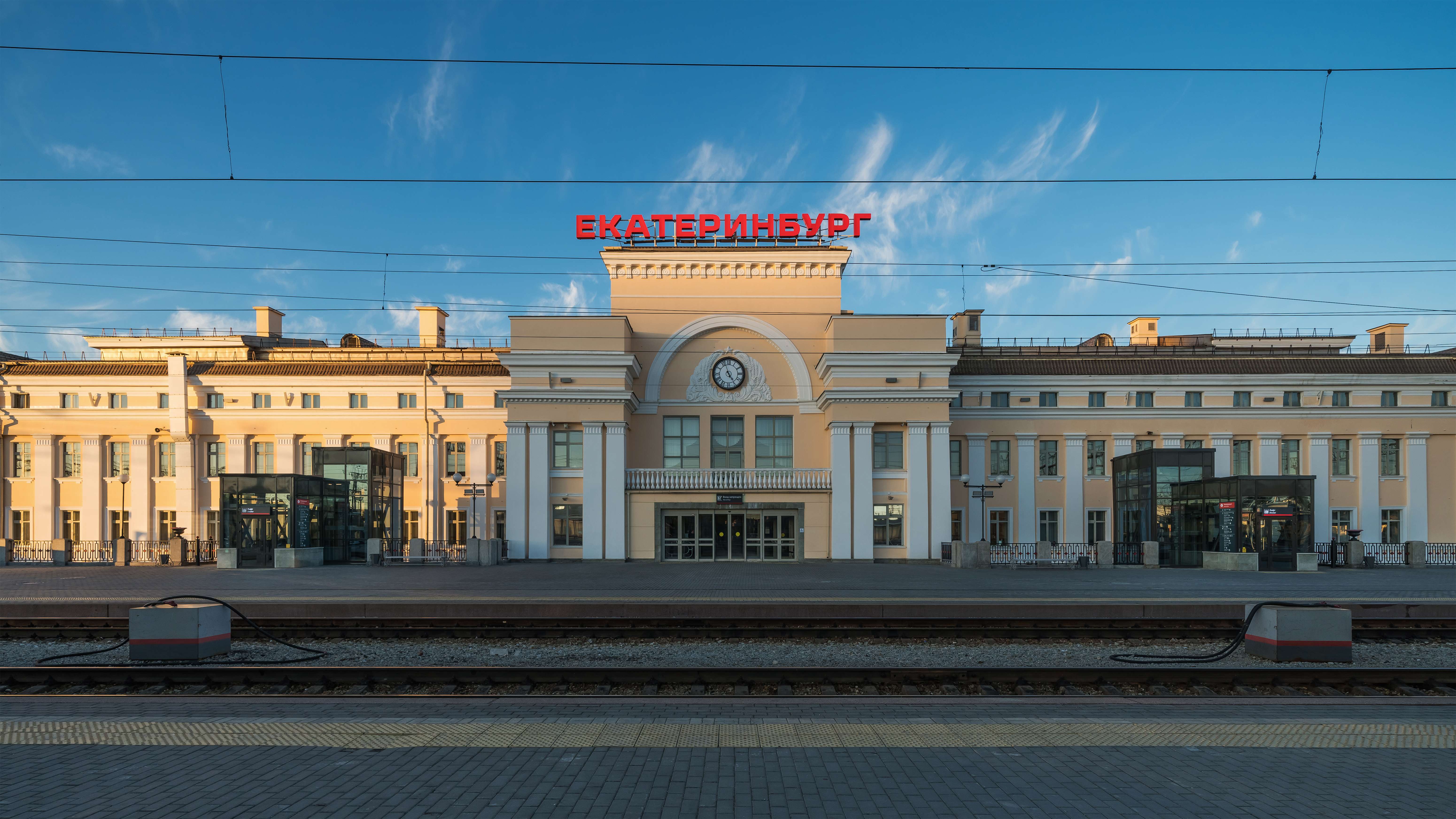
Station Jekaterinenburg

De stad is het centrale punt van veel verbindingen in de Oeral en heeft een belangrijk spoorwegknooppunt aan de Trans-Siberische spoorlijn en spoorverbindingen met Tsjeljabinsk, Nizjni Tagil en Tavda. Ook beschikt de stad over een internationale luchthaven: Koltsovo (SVX) en een regionaal vliegveld. Ook het hoofdkantoor van de Sverdlovskspoorlijn bevindt zich in de stad.
Hoofdwegverbindingen heeft de stad met Tsjeljabinsk, Perm, Serov, Irbit, Tjoemen en Koergan.

## Bevolkingsontwikkeling
De bevolking telde in 2006 ongeveer 1.308.000 mensen, waarvan het aantal gepensioneerden eind 2006 ongeveer 331.600 bedroeg (ongeveer 25%).
| Demografische ontwikkeling tussen 1724 en 2017                      |
| ------------------------------------------------------------------- |
|                                                                     |
| ■ Data afkomstig van volkstellingen.nl ■ Data afkomstig van het CBS |

## Onderwijs en wetenschap
Als wetenschappelijk centrum staat de stad na Moskou, Sint-Petersburg en Novosibirsk op de vierde plaats, waarbij de Federale Universiteit van de Oeral de meest prestigieuze onderwijsinstelling is. In de stad bevinden zich het presidium en een groot aantal instituten van de Oeralafdeling van de Russische Academie van Wetenschappen (OeRAN), alsmede vele onderzoeksinstellingen.
Het eerste instituut voor hoger onderwijs in de stad, het Oeral-Mijnbouwinstituut Keizer Nikolaj II (nu de Staatsuniversiteit van de Oeral voor Mijnbouw) opende zijn deuren vlak voor de Russische Revolutie in 1917. Heden ten dage telt de stad 16 staatsuniversiteiten, een conservatorium, meerdere academies, waaronder een aantal particuliere en een militair instituut. Jekaterinenburg wordt vanwege de vele instellingen voor hoger onderwijs de wetenschappelijke hoofdstad van de Oeral genoemd. Het is na Moskou, Sint-Petersburg en Novosibirsk de belangrijkste wetenschapsstad van Rusland. Een aantal van deze instellingen zal in de toekomst fuseren om beter te kunnen concurreren. De stad bezit ook een vestiging van het Goethe-Instituut.
Het aantal studenten op staatsinstellingen voor hoger onderwijs bedroeg in 2002 149.400 en het aantal studenten op niet-overheidsinstellingen voor hoger onderwijs 23.400.

### Staatsinstellingen
Universiteiten
- Russische Staatsuniversiteit voor Beroepspedagogiek (1979)
- Staatsuniversiteit van de Oeral voor Bosbouw
- Staatsuniversiteit van de Oeral voor Economie (1967)
- Staatsuniversiteit van de Oeral voor Mijnbouw (1914)
- Staatsuniversiteit van de Oeral voor Pedagogiek (1930)
- Staatsuniversiteit van de Oeral voor Spoortransport (1956)
- Federale Universiteit van de Oeral (2009) (Staats-Technische Universiteit van de Oeral + Staatsuniversiteit van de Oeral)

Andere instellingen
- Academie van Jekaterinenburg voor Hedendaagse kunst
- Academie van de Oeral voor Architectuur
- Academie van de Oeral voor Rijksambten
- Staatsacademie van de Oeral voor Landbouw
- Staatsacademie van de Oeral voor Medicijnen
- Staatsacademie van de Oeral voor Rechten (1931)
- Staatsacademie van de Oeral voor Uitvoerende Kunsten
- Staatsconservatorium van de Oeral (M.R. Moesorgski)

### Privé-instellingen
- Humanitaire Universiteit
- Humanitair Instituut
- Instituut voor Internationale Relaties
- Instituut voor Economie en Rechten
- Filiaal van het Financieel-juridisch Instituut van Moskou
- Universiteit voor Geesteswetenschappen

### Overig
- Specialistisch Trainingscentrum van de OeRGOe (Staatsuniversiteit van de Oeral)
- Technische school voor Radiotechniek van Jekaterinenburg (A.S. Popov)
- Militaire Soevorovschool van Jekaterinenburg
- Muziekschool van Jekaterinenburg (P.I. Tsjaikovski)

### Wetenschap
In de stad bevinden zich 19 wetenschappelijke instituten en een centrale wetenschappelijke bibliotheek, alsook het presidium van het Oeraldepartement van de Russische Academie van Wetenschappen (OeRAN). De OeRAN reikt elk jaar medailles uit met de namen van de belangrijkste wetenschappers uit de Oeral. Ook wordt sinds 1831 (niet tussen 1866 en 1993) elk jaar tijdens een ceremonie de Demidovprijs uitgereikt voor baanbrekend wetenschappelijk werk, die vergezeld gaat van medaille, een diploma en een geldsom van omgerekend ongeveer 10.000 Dollar.

## Cultuur en bezienswaardigheden

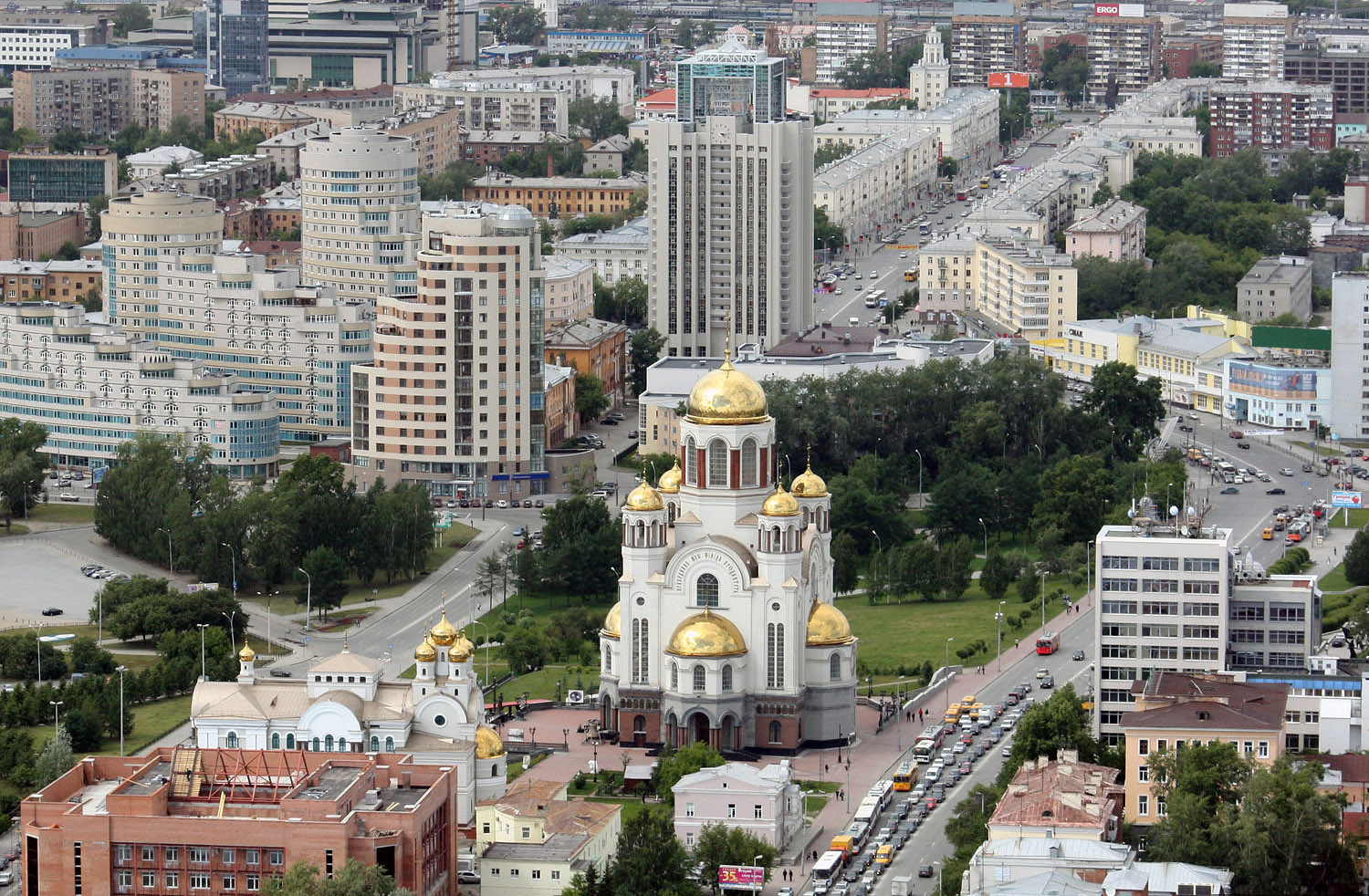
De kathedraal op het bloed werd gebouwd op de plaats waar de tsarenfamilie werd vermoord en werd ingewijd op 16 juli 2003. De leden van de tsarenfamilie werden in 2000 tot 'strastoterptsy' verklaard, na jaren van debat binnen de Russisch-Orthodoxe Kerk.

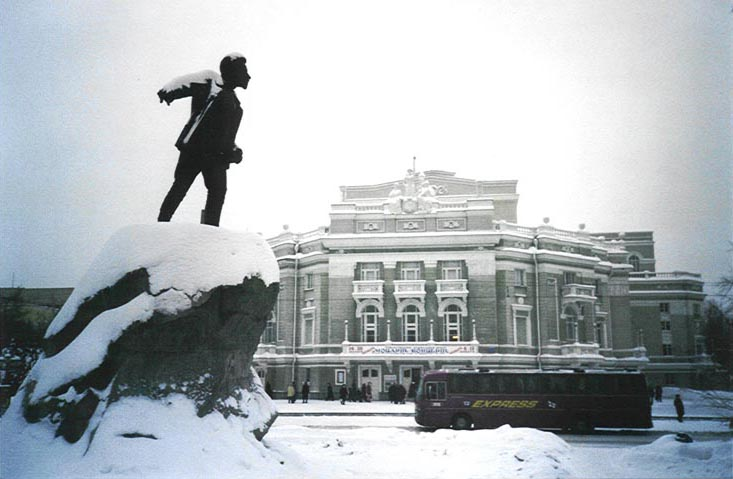
Het operahuis met ervoor een standbeeld van Jakov Sverdlov aan de Prospekt Lenina.

### Architectuur
De stad heeft 27 musea, een groot theater; een operahuis, waar balletvoorstellingen, opera's en komedies worden vertoond en nog 13 andere theaters. Het bekendste theater is het Koljadatheater van een van Ruslands bekendste toneelschrijvers Nikolaj Koljada. Dit theater werd in juli 2006 verplaatst na een conflict met de eigenaars van het gebouw. Ook heeft de stad een dierentuin, circus, kunstgalerij en een philharmonie. Daarnaast heeft de stad een eigen filmstudio.
Het bekendste museum is het Museum voor mijnbouw in Midden-Oeral.
De stad bezit ook een aantal kathedralen, waarvan de Kathedraal op het bloed, op de plek waar de tsarenfamilie werd vermoord in het Ipatiev-huis, de bekendste is. Er staat ook een aantal kathedralen uit de Russische stijl, waarvan de Christus-hemelvaartskathedraal de bekendste is. Verder bevinden zich in de stad de zogenaamde Bergkanselarij (uit 1739). In een buitenwijk bevindt zich de Heilige Drie-eenheidskathedraal waar ooit Grigori Raspoetin monnik was.
Volgens sommigen is een van de mooiste gebouwen van de stad het oude gemeentehuis aan het Plosjtsjad 1905 goda, dat in stalinistische stijl is gebouwd.
Een van de overblijfselen van de faillissementen van de jaren 90 was de nooit afgebouwde 220 meter hoge Tv-toren van Jekaterinenburg. De stadsregering zette zich in samenwerking met een dochterbedrijf van Gazprom in 2007 nog in voor het voltooien van de toren. De toren werd echter gesloopt in maart 2018.
Een ander project zijn de Wachters van de Oeral.

### Stedelijke ontwikkeling
Veel van de monumentale gebouwen in Jekaterinenburg zijn vervallen als gevolg van achterstallig onderhoud en geldgebrek. Alleen langs de belangrijkste straten worden gebouwen gedeeltelijk opgeknapt. De situatie is echter sterk verbeterd sinds de Sovjettijd toen veel kerken en kathedralen werden gesloopt of sterk verwaarloosd. Aan het begin van de 21e eeuw is het centrum opgeknapt en zijn er meer beelden geplaatst. Veel oude gebouwen worden gerestaureerd. Tevens is men gestart met de voorbereiding van de nieuwe wijk Akademitsjeski met een oppervlakte van een derde van de huidige stad, die gebouwd wordt door een Frans bedrijf en die ruimte moet gaan bieden aan 250.000 inwoners. De wijk moet over 20 jaar volledig klaar zijn. Dit project is door de Russische federale staat uitgekozen als een van de grote woningbouwprojecten waarvoor staatsfinanciering beschikbaar wordt gesteld in het kader van het megaproject "Toegankelijke woning" (Доступное жилье).
Net als in andere grotere Russische steden worden soms buitenlandse architecten ingehuurd om prominente gebouwen neer te zetten. Een voorbeeld is een nog te bouwen winkelcentrum aan de Maarschalk Zjoekovstraat, dat zal worden gerealiseerd door de Japanse architect Kisho Kurokawa. Dit is volgens burgemeester Tsjernetski de eerste keer dat een architect van dergelijke faam een gebouw zal plaatsen in de stad. Ook wordt in navolging van andere grote Russische steden het aantal straatkiosken verminderd met bijna 140, een proces dat eind 2007 moet zijn afgerond.

### Muziek
Jekaterinenburg heeft geen grote of beroemde muziekscene, maar een aantal populaire Russische rockbands als Oerfin Dzjyoes, Tsjaif, Tsjitsjerina, Nautilus Pompilius, Nastja, Trek, Agata Kristi en Smyslovye Galljoetsinatsii werden hier wel gevormd. "Oeralrock" wordt vaak gezien als een aparte stijl binnen de rockmuziek. Ook studeerden enkele beroemde operazangers, zoals Boris Sjtokolov, Joeri Goeljajev en Vera Bajeva af aan het Conservatorium van de Oeral. Het Filharmonisch Orkest van de Oeral (huidige dirigent: Dmitri Liss), dat werd gesticht door Mark Paverman in Jekaterinenburg is ook populair in Rusland en Europa.

## Bestuurlijke indeling
De stad is opgedeeld in 7 bestuurlijke districten (административные районы), die weer bestaan uit ruim 50 microdistricten (woonblokken) en industriegebieden. Ook staan bijna 30 plaatsen onder jurisdictie van de stad, veelal in het buitengebied.
| Nr.                                                                       | Naam                       | Russisch          | Inwoneraantal (census 2002) |  |
| ------------------------------------------------------------------------- | -------------------------- | ----------------- | --------------------------- |  |
| 1                                                                         | district Verch-Isetski     | Верх-Исетский     | 180.852                     |  |
| 2                                                                         | district Zjeleznodorozjny  | Железнодорожный   | 143.167                     |  |
| 3                                                                         | district Ordzjonikidzevski | Орджоникидзевский | 261.985                     |  |
| 4                                                                         | district Kirovski          | Кировский         | 212.587                     |  |
| 5                                                                         | district Oktjabrski        | Октябрьский       | 119.286                     |  |
| 6                                                                         | district Tsjkalovski       | Чкаловский        | 222.690                     |  |
| 7                                                                         | district Leninski          | Ленинский         | 152.970                     |  |
| NB: De bestuurlijke districten hebben geen gemeentelijke bestuursfuncties |                            |                   |                             |  |

3 plaatsen onder jurisdictie van de stad hebben de status van nederzetting met stedelijk karakter (pgt):

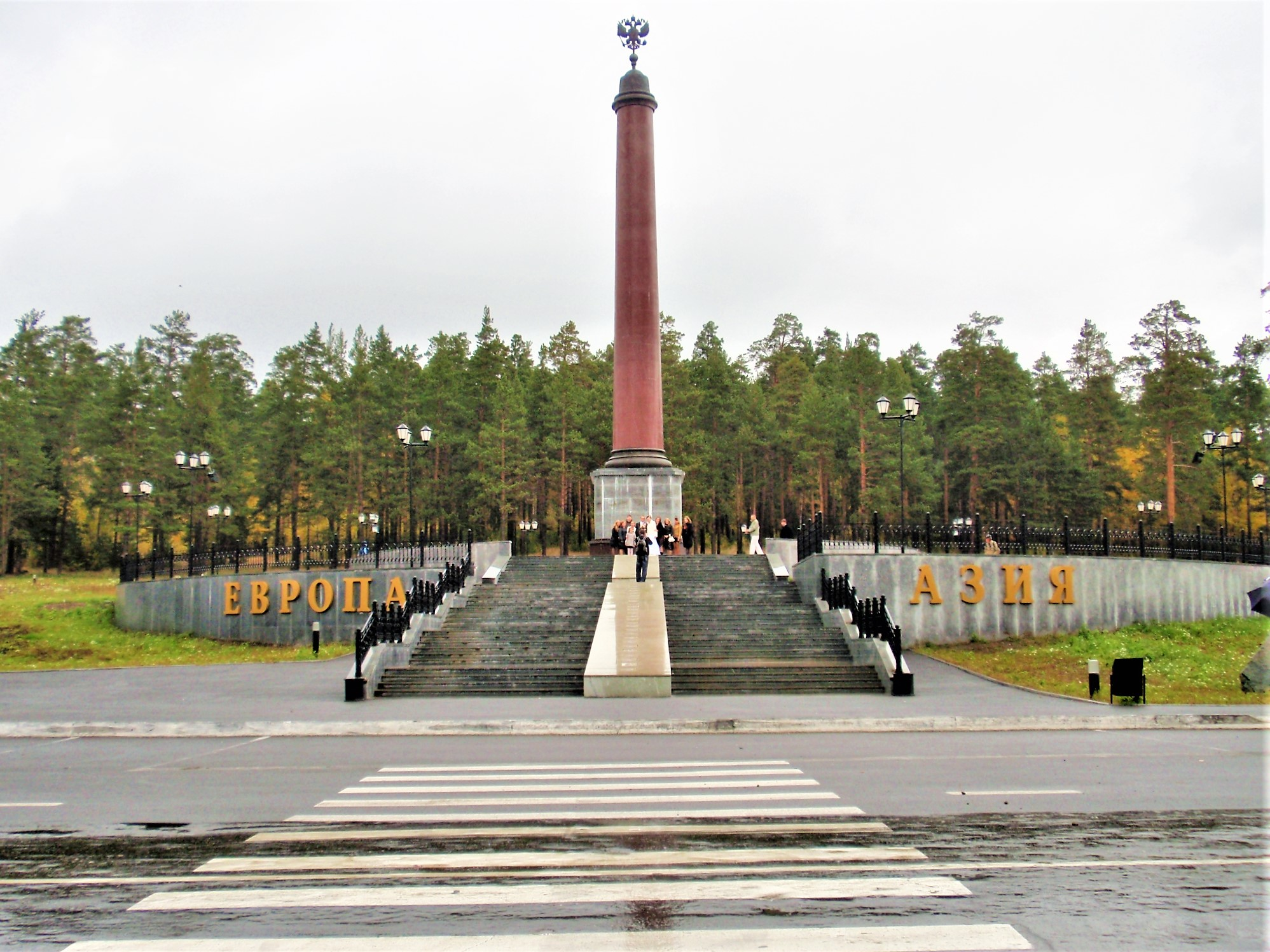
Monument dat de grens aangeeft tussen Europa en Azië op 12 kilometer van Jekaterinenburg. De grens werd in de 19e eeuw vastgesteld door Alexander von Humboldt en zijn reisgezelschap op de 60e lengtegraad op 2 kilometer ten oosten van Pervo-oeralsk, nadat de Oeral eerder al door toedoen van onder andere Vasili Tatisjtsjev als grens van Europa en Azië was geaccepteerd door de wetenschap. De werkelijke grens is echter nooit met zekerheid vastgesteld. Burgemeester Arkadi Tsjernetski heeft de laatste jaren stappen gezet om de grens dichter naar Jekaterinenburg te halen om daarmee zijn stad meer op de kaart te zetten.

| Naam                                                                   | Russisch      | Inwoneraantal | Inwoneraantal |
| Naam                                                                   | Russisch      | (census 2002) | (census 1989) |
| ---------------------------------------------------------------------- | ------------- | ------------- | ------------- |
| pgt Severka                                                            | Северка       | 3.380         | 3.184¹        |
| pgt Sjabrovski                                                         | Шабровский    | 3.933         | 4.007         |
| pgt Sjirokaja Retsjka                                                  | Широкая Речка | 1.150         | 1.883         |
| ¹ Stond bij de census van 1989 nog onder het bestuur van Pervo-oeralsk |               |               |               |

## Diplomatieke vestigingen
De stad legde als een van de eerste steden in de jaren 90 diplomatieke betrekkingen met buitenlandse politieke vertegenwoordigingen en heeft momenteel na Moskou en Sint-Petersburg de meeste buitenlandse vertegenwoordigingen. De diplomatieke vestigingen omvatten:
- Armenië (honorair consulaat)
- Bulgarije (consulaat)
- Congo-Kinshasa (honorair consulaat)
- Duitsland (consulaat met visasectie)
- Frankrijk (consulaat met visasectie)
- Hongarije (consulaat met visasectie)
- Italië (honorair consulaat)
- Kirgizië (consulaat)
- Mongolië (ambassade)
- Oostenrijk (honorair consulaat)
- Tsjechië (consulaat met visasectie)
- Verenigd Koninkrijk (consulaat met visasectie)
- Verenigde Staten (consulaat-generaal met visasectie; eerste consulaat in de Oeral) – sinds 1994
- Vietnam (consulaat)
- Volksrepubliek China (consulaat)
- Wit-Rusland (ambassade)

Daarnaast bevinden zich verschillende andere internationale vertegenwoordigingen in de stad, zoals het centrum voor informatie en documentatie van de Europese Unie en het Duitse Goethe-Institut.
De Nederlandse overheid had er eerder ook een handelsmissie, maar is daar later mee gestopt. Momenteel zijn er plannen om op korte termijn er ook een Nederlandse consulaat te openen. Daarnaast zijn de volgende landen van plan een consulaat in de stad te openen in de toekomst: Azerbeidzjan (consulaat; 2008), Denemarken (handelsdivisie van ambassade; 2008), Italië (opwaardering tot consulaat), Japan, Servië, Tadzjikistan (consulaat), Zuid-Korea (honorair consulaat; 2008).

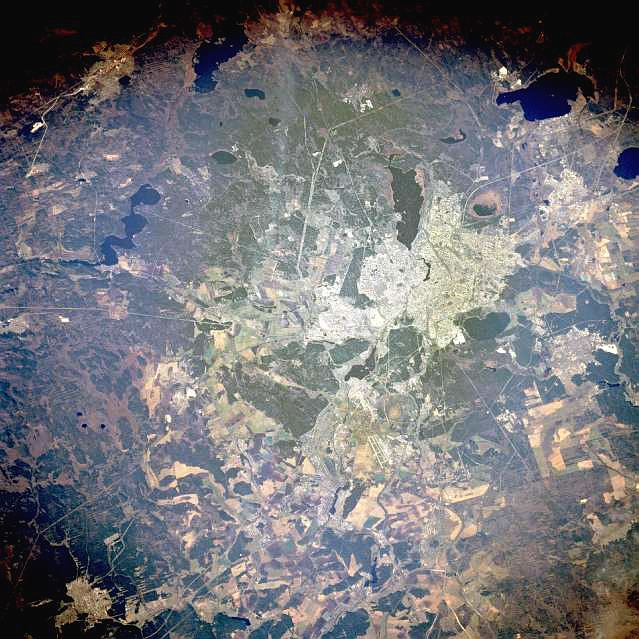
Satellietfoto uit 1994. Genomen vanaf de oostzijde. De rechterzijde toont het noorden

## Sport
FK Oeral is de professionele voetbalclub van Jekaterinenburg. De club promoveerde in 2013 weer naar het hoogste Russische niveau, de Premjer-Liga.
Jekaterinenburg was de oostelijkste speelstad bij het WK Voetbal 2018. De wedstrijden werden gespeeld in het Centraal Stadion. FK Oeral speelt hier eveneens.
IJshockeyclub Avtomobilist Jekaterinenburg speelt in de Kontinental Hockey League.
Ook heeft de stad een professionele vrouwen basketbalclub die UMMC Jekaterinenburg heet. Ze spelen al jaren in de EuroLeague Women. Ook hebben ze en een mannen basketbalclub die Oeralmasj Jekaterinenburg heet.
De volleybalclub Oeralotsjka-NTMK Jekaterinenburg speelt een deel van haar wedstrijden in Jekaterinenburg (de overige in Nizjni Tagil).

## Zustersteden
- Guangzhou (China)
- Pilsen (Tsjechië)
- San Jose (Verenigde Staten)

## Geboren in Jekaterinenburg
- Ivan Polzoenov (1728-1766), uitvinder
- Pjotr Tajozjny (1887-1952), beeldhouwer
- Rimma Zjoekova (1923-1999), hardrijdster op de schaats
- Aleksandr Matvejev (1926–2010), taalkundige
- Lev Resjetnikov (1927–1994), basketbalspeler
- Aleksandr Avdonin (1932), archeoloog
- Boris Stenin (1935-2001), langebaanschaatser
- Aleksandr Demjanenko (1937-1999), toneelspeler, acteur en meester nasynchronisatie
- Aleksandr Dolski (1938), bard, schrijver en dichter
- Vladislav Krapivin (1938), kinderboekenschrijver
- Ljoedmila Edeleva (1939–2023), basketbalspeler
- Viktor Anitsjkin (1941-1975), voetballer
- Nelli Fominych (1942), basketbalspeler
- Ljoedmila Bragina (1943), hardloopster
- Boris Belkin (1948), violist
- Olga Korosteljova (1954), basketbalspeelster
- Valentina Golovenkina (1957), langebaanschaatsster
- Anatoli Medennikov (1958), schaatser
- Aleksej Balabanov (1959-2013), filmmaker
- Ilja Kormiltsev (1959–2007), dichter, vertaler en uitgever
- Ilja Bjakin (1963), ijshockeyer
- Svetlana Paramygina (1965), sporter (Biatlon)
- Irina Chabarova (1966), atlete
- Marina Klimova (1966), kunstschaatsster
- Anna Birjoekova (1967), hink-stap-springster
- Michail Sjtsjennikov (1967), snelwandelaar
- Ljoedmila Konovalova (1968), basketbalspeelster
- Vladimir Malachov (1968), ijshockeyer
- Julia Demina (1969), schaakster
- Andrej Anoefriejenko (1970), langebaanschaatser
- Lena Herzog (1970), beeldend kunstenaar en fotograaf
- Aleksandr Popov (1971), olympisch zwemkampioen
- Nikolaj Chabiboelin (1973), ijshockeyer, goalie voor Chicago Blackhawks
- Aleksej Jasjin (1973), ijshockeyer
- Roman Ovetsjkin (1973), schaker
- Sergej Smetanin (1973), wielrenner
- Sergej Prokopjev (1975), kosmonaut
- Olga Kotljarova (1976), atlete
- Igor Loekanin (1976), kunstschaatser
- Galina Lichatsjova (1977), langebaanschaatsster
- Pavel Datsjoek (1978), ijshockeyer
- Natalja Gavrilova (1978), basketbalspeelster
- Kirill Ladygin (1978), autocoureur
- Vera Goloebeva (1979), basketbalspeelster
- Stanislav Morozov (1 februari 1979), kunstschaatser
- Aleksandr Motyljov (1979), schaker (grootmeester)
- Irina Denesjkina (1981), schrijfster
- Joelia Skokova (1982), langebaanschaatsster
- Artjom Fidler (1983), profvoetballer
- Maria Netejesova (1983), gymnaste
- Irina Zilber (1983), gymnaste
- Jelena Moerzina (1984), gymnaste
- Joeri Priloekov (1984), zwemmer
- Aleksandr Koedrjavtsev (1985), tennisser
- Georgi Misjarin (1985), ijshockeyer
- Vera Sessina (1986), ritmisch sportgymnaste
- Denis Galimzjanov (1987), wielrenner
- Aliya Garayeva (1988), Azerbeidzjaans ritmisch sportgymnaste
- Nikita Lobintsev (1988), zwemmer
- Ksenia Oestalova (1988), atlete
- Joeri Postrigaj (1988), kanovaarder
- Anna Gavrilenko (1990), gymnaste
- Valerija Savinych (1991), tennisspeelster
- Anastasia Kobekina (1994), celliste
- Maksim Kovtoen (1995), kunstschaatser
- Ilja Lesjoekov (1995), beachvolleyballer
- Anastasia Tatareva (1997), gymnaste
- Joelia Lipnitskaja (1998), kunstschaatsster
- Kamilla Rachimova (2001), tennisspeelster

## Galerij

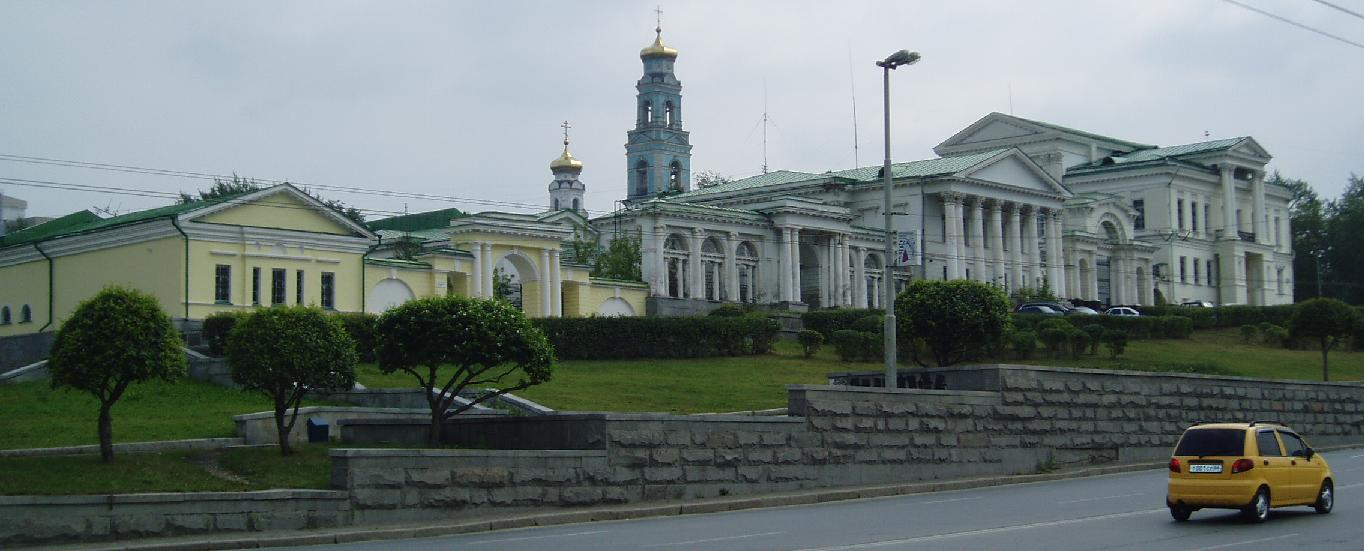
Het Landhuis Rastorgoejev-Charitonov op de Vosnesenskiheuvel (hemelvaartsheuvel) tegenover de Kathedraal op het bloed is een typisch classicistisch gebouw
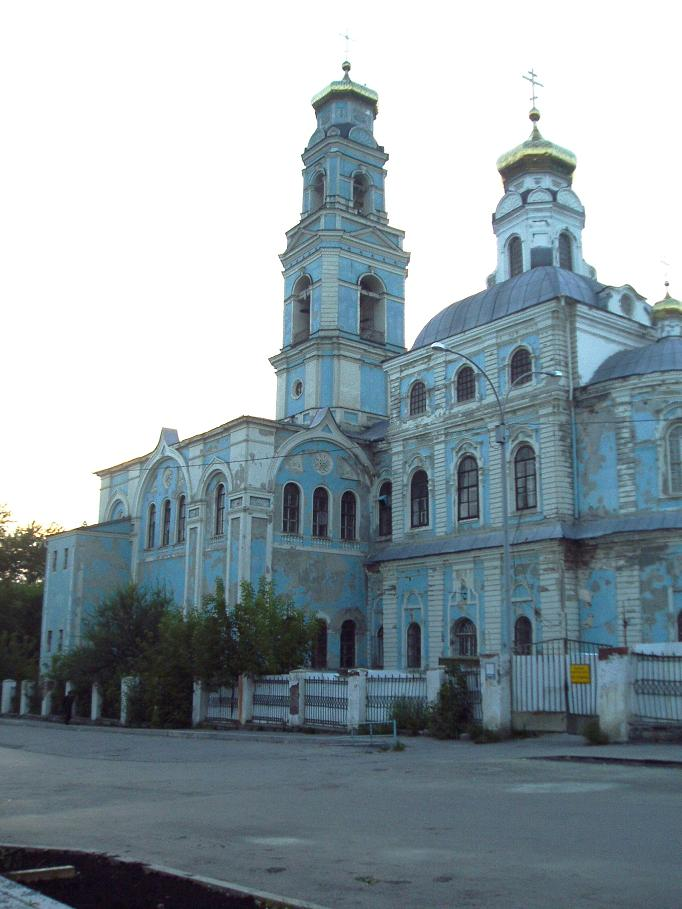
De Maria-hemelvaartkerk doorstond de sloopplannen van de bolsjewieken in de jaren 30 en is daardoor de oudste kerk van de stad, maar was anno 2005 zeer slecht onderhouden
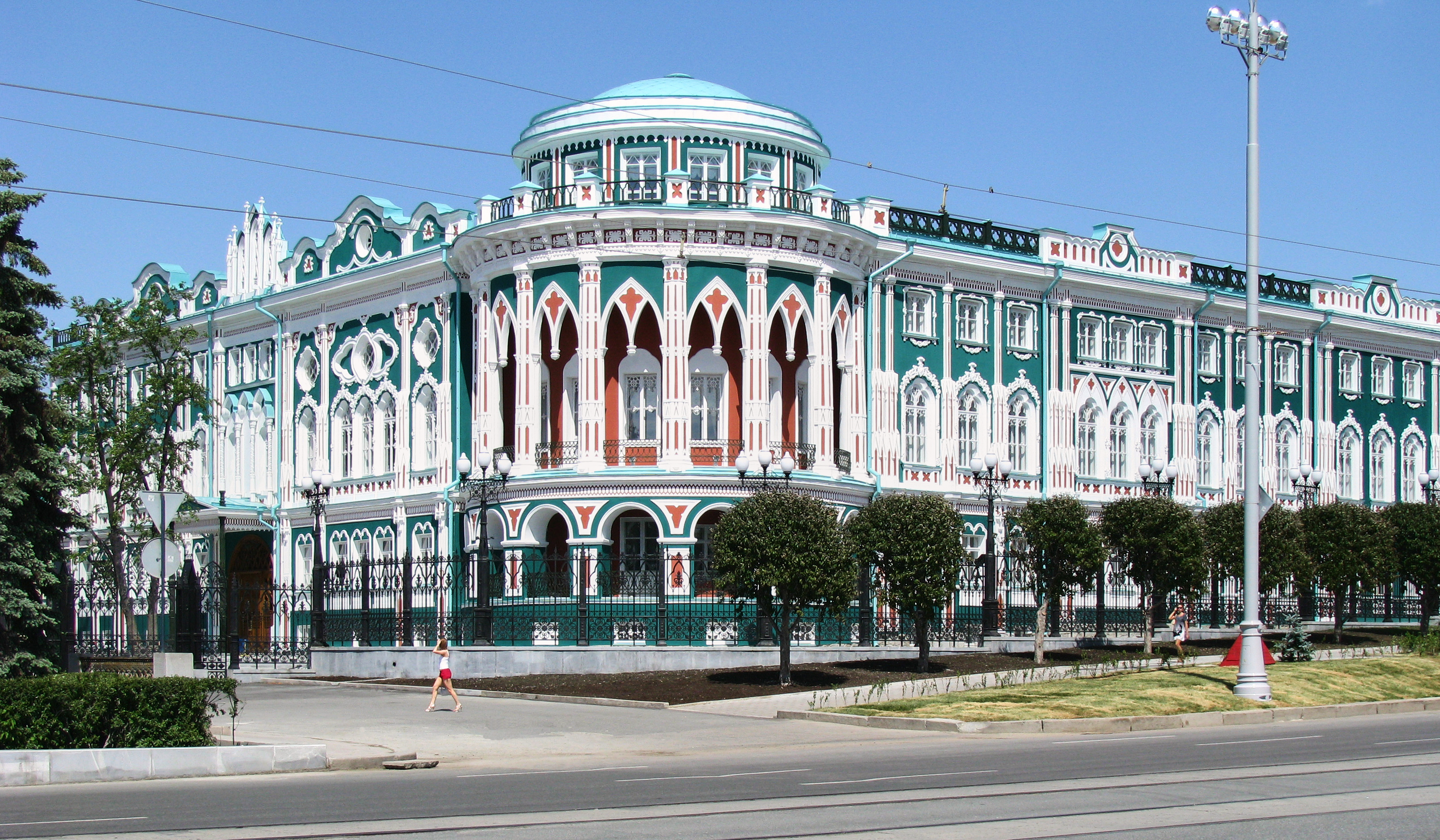
De Sevastjanovvilla aan de rivier de Iset huisde in de 19e eeuw de schatrijke handelaar Sevastjanov, die in het huis vele Europese architectonische stijlen liet verwerken
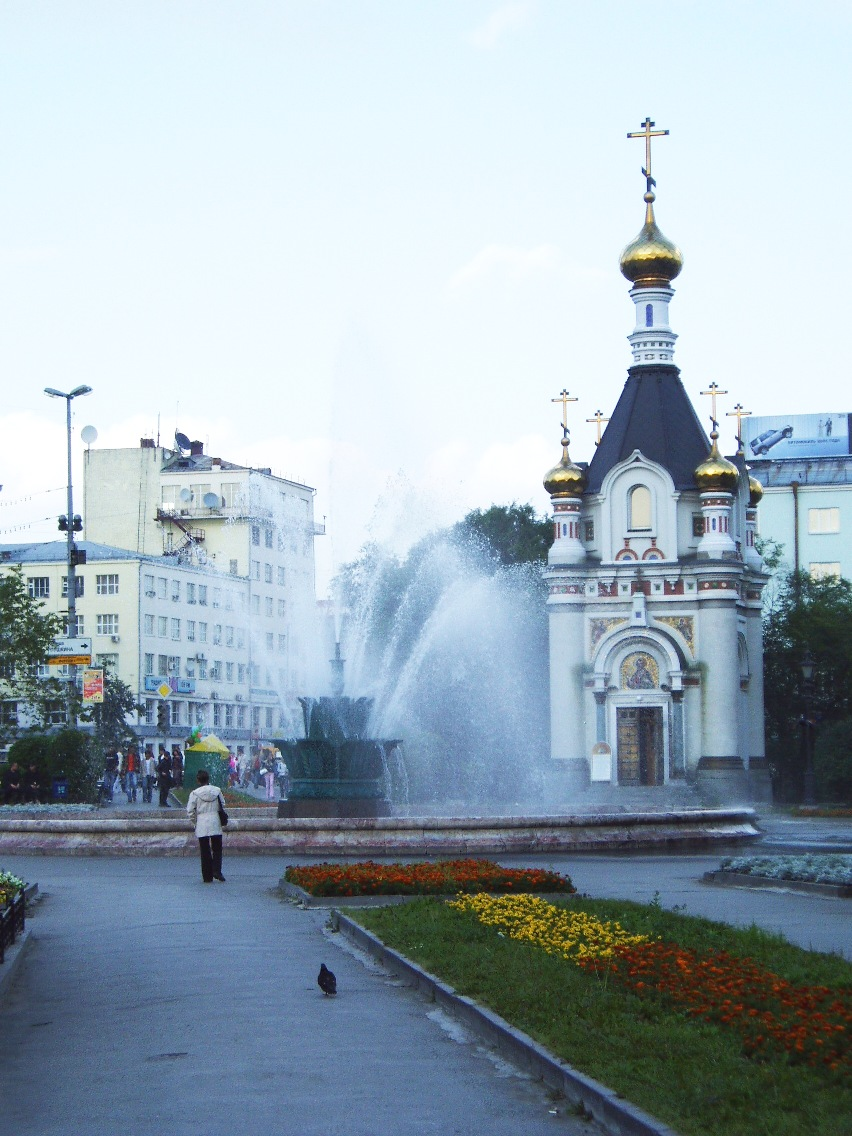
Kapel voor sint Jekaterina op het arbeidsplein. De kapel werd gebouwd in 1998 ter gelegenheid van de 275e verjaardag van de stad
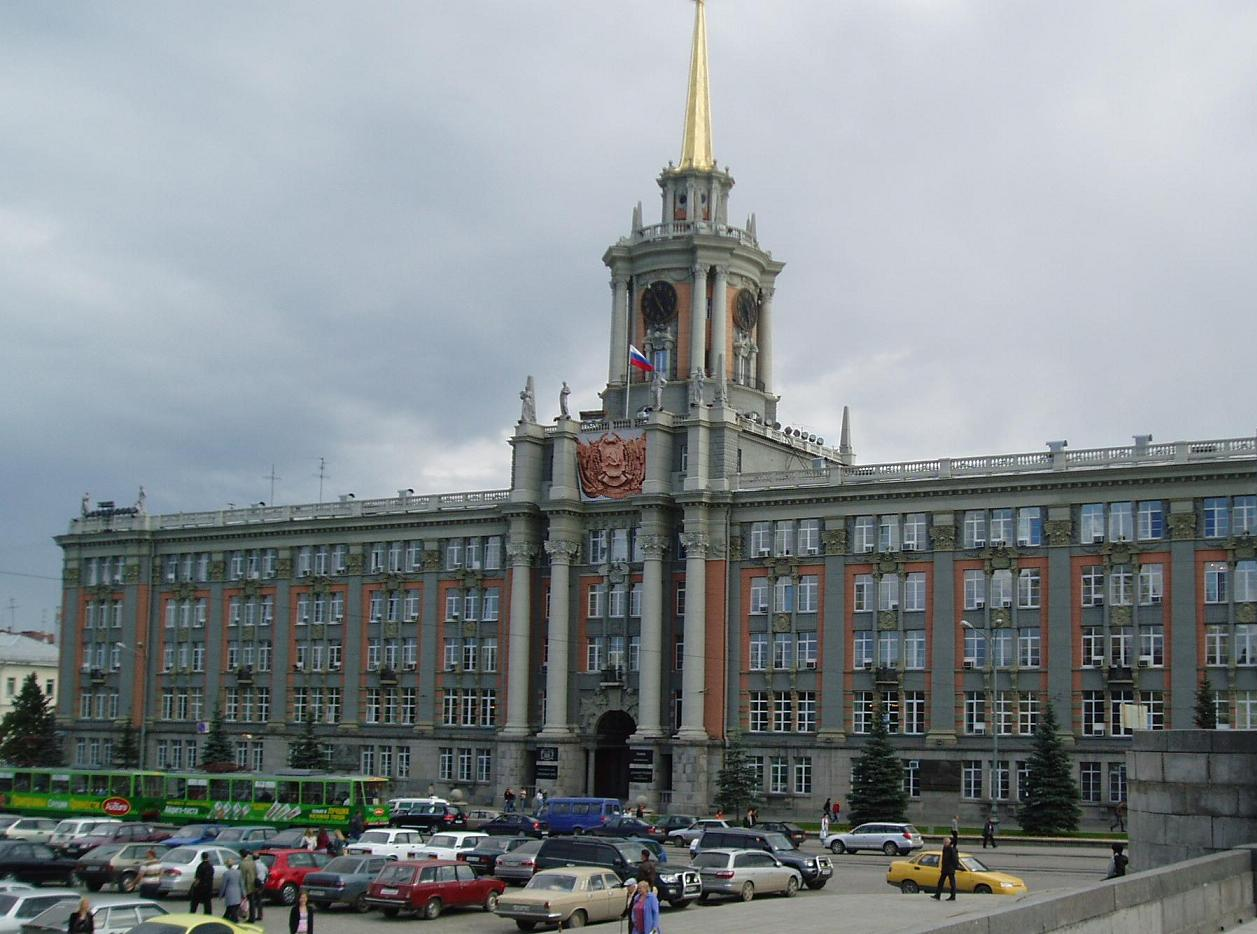
Doemagebouw met Leninstandbeeld
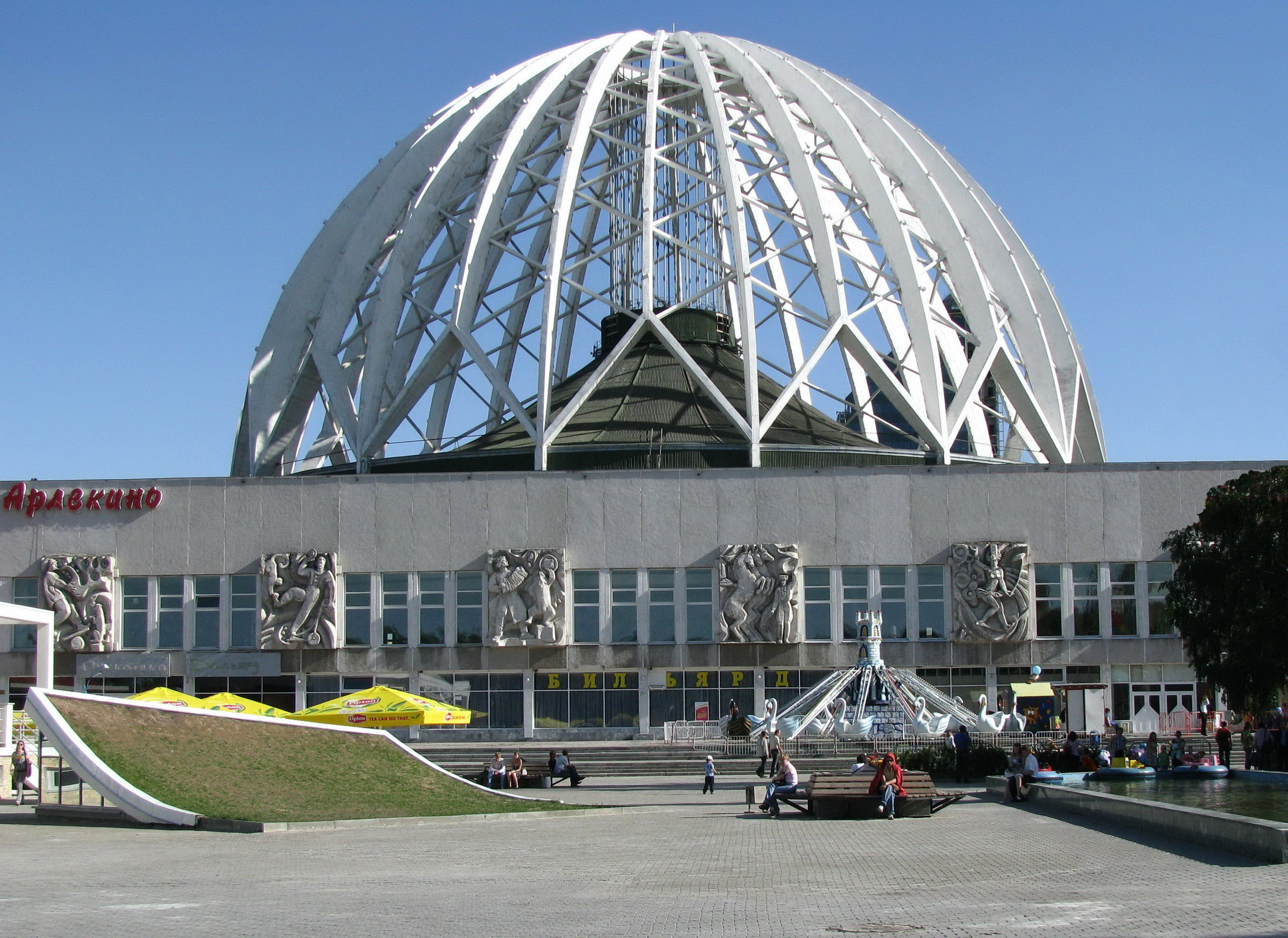
Circus